# Eishockey-Weltmeisterschaft 1950
Die 17. Eishockey-Weltmeisterschaft und 28. Eishockey-Europameisterschaft fand vom 13. bis 22. März 1950 in London in Großbritannien statt. Neun Mannschaften nahmen teil. Der Austragungsmodus glich dem des Vorjahres. Es wurde zunächst eine Vorrunde mit drei Gruppen gespielt; die jeweiligen Gruppenersten und -zweiten spielten in einer Finalrunde den Weltmeister aus, die Drittplatzierten spielten um die Plätze 7–9. Kanada holte bei dieser WM souverän seinen 13. WM-Titel, die Schweiz durfte ihren vierten EM-Titel feiern. Beide Teams profitierten von der Abwesenheit des Titelverteidigers Tschechoslowakei.
Die Spieler der tschechoslowakischen Nationalmannschaft waren fast alle kurz vor dem Einstieg in das Flugzeug nach London verhaftet worden. In einem Schauprozess wurden sie der Spionage und des Hochverrats angeklagt, da sie angeblich geplant hatten, nach der Weltmeisterschaft in Großbritannien zu bleiben. Es habe eine Abstimmung innerhalb der Mannschaft gegeben, ob man fliehen solle oder nicht, die Mehrheit habe sich allerdings dagegen entschieden. Alle Spieler bis auf Vladimír Zábrodský wurden zu Gefängnisstrafen verurteilt, von acht Monaten bis zu 15 Jahren, was später zu dem Verdacht führte, Zábrodský habe seine Mannschaftskameraden verraten.

## Vorrunde

### Gruppe A
| 13. März 1950 | London | Großbritannien | – | Frankreich | 9:0 (4:0,3:0,2:0)  |
|               |        |                |   |            |                    |
| 14. März 1950 | London | Norwegen       | – | Frankreich | 11:0 (7:0,2:0,2:0) |
|               |        |                |   |            |                    |
| 15. März 1950 | London | Großbritannien | – | Norwegen   | 2:0 (0:0,0:0,2:0)  |

Abschlusstabelle
| Pl | Mannschaft     | Sp | S | U | N | Tore  | Diff | Pkt. |
| -- | -------------- | -- | - | - | - | ----- | ---- | ---- |
| 1  | Großbritannien | 2  | 2 | 0 | 0 | 11: 0 | +11  | 4:0  |
| 2  | Norwegen       | 2  | 1 | 0 | 1 | 11: 2 | +9   | 2:2  |
| 3  | Frankreich     | 2  | 0 | 0 | 2 | 0:20  | −20  | 0:4  |

### Gruppe B
| 13. März 1950 | London | Schweiz | – | Belgien | 24:3 (5:1,7:1,12:1)  |
|               |        |         |   |         |                      |
| 14. März 1950 | London | Kanada  | – | Schweiz | 13:2 (5:1,4:1,4:0)   |
|               |        |         |   |         |                      |
| 15. März 1950 | London | Kanada  | – | Belgien | 33:0 (14:0,10:0,9:0) |

Abschlusstabelle
| Pl | Mannschaft | Sp | S | U | N | Tore  | Diff | Pkt. |
| -- | ---------- | -- | - | - | - | ----- | ---- | ---- |
| 1  | Kanada     | 2  | 2 | 0 | 0 | 46: 2 | +44  | 4:0  |
| 2  | Schweiz    | 2  | 1 | 0 | 1 | 26:16 | +10  | 2:2  |
| 3  | Belgien    | 2  | 0 | 0 | 2 | 3:57  | −54  | 0:4  |

### Gruppe C
| 13. März 1950 | London | Schweden | – | USA         | 8:3 (5:2,0:0,3:1)  |
|               |        |          |   |             |                    |
| 14. März 1950 | London | Schweden | – | Niederlande | 10:0 (3:0,1:0,6:0) |
|               |        |          |   |             |                    |
| 15. März 1950 | London | USA      | – | Niederlande | 17:1 (7:0,2:0,8:1) |

Abschlusstabelle
| Pl | Mannschaft  | Sp | S | U | N | Tore  | Diff | Pkt. |
| -- | ----------- | -- | - | - | - | ----- | ---- | ---- |
| 1  | Schweden    | 2  | 2 | 0 | 0 | 18: 3 | +13  | 4:0  |
| 2  | USA         | 2  | 1 | 0 | 1 | 20: 9 | +11  | 2:2  |
| 3  | Niederlande | 2  | 0 | 0 | 2 | 1:27  | −26  | 0:4  |

## Platzierungsrunde um die Plätze 7–9
| 20. März 1950 | London | Belgien     | – | Frankreich  | 8:1 (3:0,3:1,2:0) |
|               |        |             |   |             |                   |
| 21. März 1950 | London | Niederlande | – | Frankreich  | 4:2 (1:0,3:1,0:1) |
|               |        |             |   |             |                   |
| 22. März 1950 | London | Belgien     | – | Niederlande | 4:2 (2:1,1:0,1:1) |

Abschlusstabelle
| Pl | Mannschaft  | Sp | S | U | N | Tore  | Diff | Pkt. |
| -- | ----------- | -- | - | - | - | ----- | ---- | ---- |
| 1  | Belgien     | 2  | 2 | 0 | 0 | 12: 3 | +8   | 4:0  |
| 2  | Niederlande | 2  | 1 | 0 | 1 | 6: 6  | 0    | 2:2  |
| 3  | Frankreich  | 2  | 0 | 0 | 2 | 3:12  | −8   | 0:4  |

## Finalrunde um die Plätze 1–6
| 17. März 1950 | London | Großbritannien | – | Norwegen | 4:3 (1:0,2:2,1:1)  |
| 17. März 1950 | London | Kanada         | – | Schweiz  | 11:1 (2:0,3:1,6:0) |
| 17. März 1950 | London | Schweden       | – | USA      | 2:4 (1:0,1:2,0:2)  |
|               |        |                |   |          |                    |
| 18. März 1950 | London | Schweiz        | – | Norwegen | 12:4 (3:3,6:0,3:1) |
| 18. März 1950 | London | Kanada         | – | USA      | 5:0 (0:0,1:0,4:0)  |
| 18. März 1950 | London | Großbritannien | – | Schweden | 5:4 (0:0,1:2,4:2)  |
|               |        |                |   |          |                    |
| 20. März 1950 | London | Großbritannien | – | USA      | 2:3 (2:1,0:0,0:2)  |
| 20. März 1950 | London | Kanada         | – | Norwegen | 11:1 (3:0,4:1,4:0) |
| 20. März 1950 | London | Schweden       | – | Schweiz  | 2:3 (2:1,0:0,0:2)  |
|               |        |                |   |          |                    |
| 21. März 1950 | London | USA            | – | Schweiz  | 10:5 (3:0,1:3,6:2) |
| 21. März 1950 | London | Schweden       | – | Norwegen | 6:1 (2:0,3:0,1:1)  |
| 21. März 1950 | London | Großbritannien | – | Kanada   | 0:12 (0:5,0:3,0:4) |
|               |        |                |   |          |                    |
| 22. März 1950 | London | USA            | – | Norwegen | 12:6 (5:0,4:3,3:3) |
| 22. März 1950 | London | Großbritannien | – | Schweiz  | 3:10 (1:4,2:3,0:3) |
| 22. März 1950 | London | Kanada         | – | Schweden | 3:1 (1:0,2:0,0:1)  |

Abschlusstabelle
| Pl | Mannschaft     | Sp | S | U | N | Tore  | Diff | Pkt.  |
| -- | -------------- | -- | - | - | - | ----- | ---- | ----- |
| 1  | Kanada         | 5  | 5 | 0 | 0 | 42: 3 | +39  | 10: 0 |
| 2  | USA            | 5  | 4 | 0 | 1 | 29:20 | +9   | 8: 2  |
| 3  | Schweiz        | 5  | 3 | 0 | 2 | 31:30 | +1   | 6: 4  |
| 4  | Großbritannien | 5  | 2 | 0 | 3 | 14:32 | −18  | 4: 6  |
| 5  | Schweden       | 5  | 1 | 0 | 4 | 15:16 | −1   | 2: 8  |
| 6  | Norwegen       | 5  | 0 | 0 | 5 | 15:45 | −30  | 0:10  |

## Abschlussplatzierung der Weltmeisterschaft
| RF | Team               |
| -- | ------------------ |
| 1  | Kanada             |
| 2  | Vereinigte Staaten |
| 3  | Schweiz            |
| 4  | Großbritannien     |
| 5  | Schweden           |
| 6  | Norwegen           |
| 7  | Belgien            |
| 8  | Niederlande        |
| 9  | Frankreich         |

### Meistermannschaften
| Weltmeister Kanada | Leo Lucchini, Hassie Young, Ab Newsome, Billie Dawe, Harry Allen, Doug Macauley, Don Stanley, Robert „Bob“ Watt, Marsh Darling, Allan „Al“ Purvis, John Davies, Doug Kilburn, Pete Wright, Don Gauf, Robert David, Jack Manson, Wilbur Delaney; Trainer: Jimmy Graham |
| Silber USA         | Bernie Burke, Richard Desmond – Patrick Byrne, James Frick, John Gallacher, Bruce Gardner, Bob Graizinger, Milt Johnson, Russ Johnson, John McIntyre, John Pleban, Sam Poling, Robert Rompre, Jim Troumbly, Allen Van                                                 |
| Bronze Schweiz     | Hans Bänninger, Martin Riesen – Hanggi Boller, Emil Handschin, Hans Heierling, Silvio Rossi, Emile Golaz, Othmar Delnon – Gebhard Poltera, Ulrich Poltera, Hans-Martin Trepp, Alfred Bieler, Walter Dürst, Reto Delnon, Werner Härter, Willy Pfister, Alfred Streun   |

### Abschlussplatzierung der Europameisterschaft
| RF | Team           |
| -- | -------------- |
| 1  | Schweiz        |
| 2  | Großbritannien |
| 3  | Schweden       |
| 4  | Norwegen       |
| 5  | Belgien        |
| 6  | Niederlande    |
| 7  | Frankreich     |

Eishockey-Europameister 1950

 Schweiz